# Distretto di Monbetsu
Il distretto di Monbetsu (紋別郡?) è uno dei distretti della Sottoprefettura di Okhotsk, Hokkaidō, in Giappone.
Attualmente comprende i comuni di Engaru, Nishiokoppe, Okoppe, Ōmu, Takinoue e Yūbetsu.